# Bakov nad Jizerou město
Bakov nad Jizerou město je železniční zastávka, která se nachází v Bakově nad Jizerou na jednokolejné neelektrizované železniční trati Praha–Turnov a Bakov nad Jizerou – Kopidlno v km 83,470 v nadmořské výšce 225 m n. m..

## Historie
V roce 1883 byla zprovozněna místní železniční trať Bakov – Dolní Bousov – Libáň společnosti České obchodní dráhy. Nová železniční zastávka na této trati Bakov město (Bakov Stadt) byla otevřena 1. června 1889. Zastávka byla velmi vzdálená od Bakova, proto v květnu 1890 byla přemístěna blíže městu. Od roku 1924 nese název Bakov nad Jizerou město.

## Popis
Původní zastávka byla vybavena dřevěnou čekárnou, nástupiště byla sypaná. V pozdější době byla přestavěna a v přístavku zřízena prodejna jízdenek. V roce 1916 byly postaveny toalety a v roce 1927 byla čekárna vybavena kamny, v roce 1936 byla zavedeno elektrické osvětlení.
V roce 2014 zastávka prošla generální rekonstrukcí. Stará čekárna byla nahrazena novým otevřeným přístřeškem zčásti zděným a částečně proskleným, k dispozici jsou kovové lavičky a stojan na kola. Nástupiště s jednou hranou v délce 175 metrů je zvýšené, dlážděné a osvětlené pěti lampami. K nástupišti byl nově zřízen přístup po širokém schodišti nebo po bezbariérovém chodníku.

## Zajímavosti
- V blízkosti zastávky je autobusová zastávka a restaurace.
- Kolem zastávky vede  turistická stezka a cyklostezka č. 8155.